# Chóstský kriketový stadion
Chóstský kriketový stadion (paštunsky: د خوست کريکټ لوبغالی) nebo Kriketový stadion v Lóje Paktijé (paštunsky: د لویې پکتیا, ااالليکۨټ کريکۨټ لليکۨټ للالی) je kriketový stadion v Chóstu v Afghánistánu. Stadion byl slavnostně otevřen 30. prosince 2016. Zahajovacího ceremoniálu se zúčastnilo více než 50 000 diváků. Stadion byl postaven s pomocí Německa.
Chóstský kriketový stadion je čtvrtý nejdůležitější kriketový stadion v Afghánistánu, po Kandahárském mezinárodním kriketovém stadionu, Mezinárodním kriketovém stadionu v Gházi Amanulláhu v Džalálábádu a Kábulském mezinárodním kriketovém stadionu v Kábulu.